# Katarzyna Wąsek
Katarzyna Wąsek (ur. 6 marca 1996 w Ustroniu) – polska narciarka alpejska.

## Kariera
W międzynarodowych zawodach zadebiutowała 3 grudnia 2011 roku w zawodach FIS Race w szwedzkim Kåbdalisie, w których zajęła 32. miejsce w slalomie, 16 grudnia 2012 roku w czeskim Szpindlerowym Młynie po raz pierwszy stanęła na podium w zawodach tej rangi, zajmując 3. miejsce w slalomie, natomiast 6 kwietnia 2013 roku w czeskim Pradziadzie wygrała pierwsze zawody tej rangi. Pięciokrotnie uczestniczyła w mistrzostwach świata juniorów: 2012 we włoskim Roccaraso (28. miejsce w slalomie, 64. miejsce w slalomie gigancie), 2014 w słowackiej Jasnej (47. miejsce w slalomie gigancie, 36. miejsce w slalomie, 79. miejsce w supergigancie, 58. miejsce w superkombinacji, 51. miejsce w zjeździe), 2015 w norweskim Hafjell (58. miejsce w slalomie gigancie, 36. miejsce w slalomie, 51. miejsce w superkombinacji, 61. miejsce w supergigancie), 2016 w rosyjskim Roza Chutor (34. miejsce w zjeździe, 35. miejsce w supergigancie, 13. miejsce w superkombinacji oraz nie ukończył slalomu giganta), 2012 w szwedzkim Åre (43. miejsce w zjeździe, 40. miejsce w supergigancie, 35. miejsce w superkombinacji, 46. miejsce w slalomie gigancie, 34. miejsce w slalomie).
W 2012 roku uczestniczyła na zimowych igrzyskach olimpijskich młodzieży w Innsbrucku (nie ukończyła superiganta i slalomu, 19. miejsce w superkombinacji, 26. miejsce w slalomie gigancie).
1 lutego 2013 roku zadebiutowała w Pucharze Europy w Zakopanem, w którym nie ukończyła slalomu, a także w 2013 roku uczestniczyła w zimowym olimpijskim festiwalu młodzieży w rumuńskim Poiana Brașov (27. miejsce w slalomie gigancie, 28. miejsce w slalomie).
8 stycznia 2017 roku zadebiutowała w Pucharze Świata w Mariborze, w którym nie ukończyła slalomu.
W 2019 roku uczestniczyła na zimowej uniwersjadzie w rosyjskim Krasnojarsku (20. miejsce w supergigancie, 15. miejsce w superkombinacji, 16. miejsce w slalomie gigancie, 5. miejsce w konkursie drużynowym slalomu równoległego oraz nie ukończyła slalomu).

## Osiągnięcia

### Uniwersjada
| Miejsce | Dzień    | Rok  | Miejscowość | Konkurencja                 | Czas biegu | Strata | Zwycięzca             |
| ------- | -------- | ---- | ----------- | --------------------------- | ---------- | ------ | --------------------- |
| 20.     | 3 marca  | 2019 | Krasnojarsk | Supergigant                 | 1:01,42    | +2,98  | Jessica Gfrerer       |
| 15.     | 4 marca  | 2019 | Krasnojarsk | Superkombinacja             | 1:33,98    | +2,60  | Jessica Gfrerer       |
| 16.     | 7 marca  | 2019 | Krasnojarsk | Slalom gigant               | 2:01,88    | +3,36  | Jekatierina Tkaczenko |
| 5.      | 9 marca  | 2019 | Krasnojarsk | Drużynowo slalom równoległy | —          | —      | Austria               |
| NU      | 10 marca | 2019 | Krasnojarsk | Slalom                      | —          | —      | Jekatierina Tkaczenko |

### Igrzyska olimpijskie młodzieży
| Miejsce | Dzień       | Rok  | Miejscowość   | Konkurencja     | Czas biegu | Strata | Zwycięzca            |
| ------- | ----------- | ---- | ------------- | --------------- | ---------- | ------ | -------------------- |
| NU      | 14 stycznia | 2012 | Patscherkofel | Supergigant     | —          | —      | Estelle Alphand      |
| 19.     | 15 stycznia | 2012 | Patscherkofel | Superkombinacja | 1:48,58    | +7,76  | Magdalena Fjällström |
| 26.     | 18 stycznia | 2012 | Patscherkofel | Slalom gigant   | 2:05,27    | +9,14  | Clara Direz          |
| NU      | 20 stycznia | 2012 | Patscherkofel | Slalom          | —          | —      | Petra Vlhová         |

### Mistrzostwa świata juniorów
| Miejsce | Dzień     | Rok  | Miejscowość | Konkurencja     | Czas biegu | Strata | Zwycięzca           |
| ------- | --------- | ---- | ----------- | --------------- | ---------- | ------ | ------------------- |
| 28.     | 1 marca   | 2012 | Roccaraso   | Slalom          | 1:56,65    | +15,46 | Stephanie Brunner   |
| 64.     | 3 marca   | 2012 | Roccaraso   | Slalom gigant   | 3:02,39    | +22,37 | Ragnhild Mowinckel  |
| 47.     | 27 lutego | 2014 | Jasná       | Slalom gigant   | 2:08,51    | +15,65 | Marta Bassino       |
| 36.     | 28 lutego | 2014 | Jasná       | Slalom          | 1:46,82    | +10,73 | Petra Vlhová        |
| 79.     | 3 marca   | 2014 | Jasná       | Supergigant     | 1:22,32    | +7,61  | Elisabeth Kappauer  |
| 58.     | 3 marca   | 2014 | Jasná       | Superkombinacja | 2:22,83    | +11,49 | Elisabeth Kappauer  |
| 51.     | 5 marca   | 2014 | Jasná       | Zjazd           | 1:31,50    | +7,31  | Corinne Suter       |
| 58.     | 7 marca   | 2015 | Hafjell     | Slalom gigant   | 2:38,55    | +13,41 | Nina Ortlieb        |
| 36.     | 9 marca   | 2015 | Hafjell     | Slalom          | 1:51,21    | +7,67  | Paula Moltzan       |
| 51.     | 10 marca  | 2015 | Hafjell     | Superkombinacja | 2:18,49    | +9,95  | Rahel Kopp          |
| 61.     | 10 marca  | 2015 | Hafjell     | Supergigant     | 1:30,73    | +6,92  | Federica Sosio      |
| 34.     | 27 lutego | 2016 | Roza Chutor | Zjazd           | 1:30,33    | +5,06  | Valérie Grenier     |
| 35.     | 29 lutego | 2016 | Roza Chutor | Supergigant     | 1:21,06    | +5,96  | Nina Ortlieb        |
| 13.     | 1 marca   | 2016 | Roza Chutor | Superkombinacja | 2:03,22    | +3,90  | Aline Danioth       |
| NU      | 2 marca   | 2016 | Roza Chutor | Slalom gigant   | —          | —      | Jasmina Suter       |
| 27.     | 5 marca   | 2016 | Roza Chutor | Slalom          | 1:49,02    | +11,61 | Elisabeth Willibald |
| 43.     | 8 marca   | 2017 | Åre         | Zjazd           | 1:30,33    | +5,06  | Alice Merryweather  |
| 40.     | 9 marca   | 2017 | Åre         | Supergigant     | 1:21,06    | +5,96  | Nadine Fest         |
| 35.     | 10 marca  | 2017 | Åre         | Superkombinacja | 2:17,88    | +8,83  | Nadine Fest         |
| 46.     | 13 marca  | 2017 | Åre         | Slalom gigant   | 2:06,23    | +7,85  | Laura Pirovano      |
| 34.     | 13 marca  | 2017 | Åre         | Slalom          | 1:52,75    | +9,94  | Camille Rast        |

### Olimpijski festiwal młodzieży Europy
| Miejsce | Dzień     | Rok  | Miejscowość   | Konkurencja   | Czas biegu | Strata | Zwycięzca              |
| ------- | --------- | ---- | ------------- | ------------- | ---------- | ------ | ---------------------- |
| 27.     | 18 lutego | 2013 | Poiana Brașov | Slalom gigant | 1:52,79    | +9,02  | Verena Gasslitter      |
| 28.     | 20 lutego | 2013 | Poiana Brașov | Slalom        | 1:39,26    | +5,48  | Nora Grieg Christensen |

### Puchar Świata

#### Miejsca w klasyfikacji generalnej
| Sezon     | Miejsce           |
| --------- | ----------------- |
| 2016/2017 | niesklasyfikowana |

### Puchar Europy

#### Miejsca w klasyfikacji generalnej
| Sezon     | Miejsce           |
| --------- | ----------------- |
| 2012/2013 | niesklasyfikowana |
| 2014/2015 | niesklasyfikowana |
| 2016/2017 | niesklasyfikowana |
| 2018/2019 | niesklasyfikowana |

### Puchar Dalekowschodni

#### Miejsca w klasyfikacji generalnej
| Sezon     | Miejsce     |
| --------- | ----------- |
| 2018/2019 | 57. miejsce |

#### Miejsca w czołowej "10" w zawodach
1. Wanlong Ski Resorts – 7 grudnia 2018 (slalom gigant) – 6. miejsce

### Puchar Ameryki Południowej

#### Miejsca w klasyfikacji generalnej
| Sezon | Miejsce     |
| ----- | ----------- |
| 2018  | 29. miejsce |

#### Miejsca w czołowej "10" w zawodach
1. El Colorado – 11 września 2018 (supergigant) – 4. miejsce
2. El Colorado – 12 września 2018 (supergigant) – 10. miejsce

### Zwycięstwa w zawodach
1. Pradziad – 6 kwietnia 2013 (slalom)
2. Ruka – 24 listopada 2013 (slalom)
3. Pradziad – 28 stycznia 2014 (slalom)
4. Pradziad – 29 stycznia 2014 (slalom)
5. Salla – 29 listopada 2014 (slalom)
6. Pyhätunturi – 12 grudnia 2015 (slalom gigant)
7. Bormio – 15 lutego 2016 (slalom)
8. Bormio – 17 lutego 2016 (slalom gigant)
9. Szczyrbskie Jezioro – 12 marca 2016 (slalom gigant)
10. Kouty nad Desnou – 30 marca 2016 (slalom gigant)
11. Tignes – 19 listopada 2018 (supergigant)
12. Wanlong Ski Resorts – 29 listopada 2018 (slalom gigant)
13. Szczyrk – 16 lutego 2021 (supergigant)
14. Szczyrk – 16 lutego 2021 (supergigant)
15. Szczyrk – 17 lutego 2021 (slalom gigant)

#### Pozostałe miejsca na podium w zawodach
1. Szpindlerowy Młyn – 16 grudnia 2012 (slalom) – 3. miejsce
2. Kazmarka – 26 stycznia 2013 (slalom) – 3. miejsce
3. Mount Buller – 7.08.2013 (slalom) – 2. miejsce
4. Mount Buller – 8.08.2013 (slalom) – 2. miejsce
5. Zakopane – 17 lutego 2014 (slalom) – 3. miejsce
6. Białka Tatrzańska – 17 marca 2014 (slalom) – 3. miejsce
7. Zakopane – 18 marca 2014 (slalom) – 3. miejsce
8. Szpindlerowy Młyn – 1 kwietnia 2014 (slalom gigant) – 3. miejsce
9. Pyhätunturi – 28 listopada 2014 (slalom) – 3. miejsce
10. Pradziad – 28 stycznia 2015 (slalom) – 3. miejsce
11. Albrechtice v Jizerských horách – 21 marca 2015 (slalom) – 3. miejsce
12. Salla – 13 grudnia 2015 (slalom) – 2. miejsce
13. Bormio – 18 lutego 2016 (kombinacja) – 3. miejsce
14. Bormio – 18 lutego 2016 (supergigant) – 3. miejsce
15. Sudelfeld – 14 stycznia 2017 (slalom) – 3. miejsce
16. Białka Tatrzańska – 20 grudnia 2017 (slalom) – 3. miejsce
17. Wanlong Ski Resorts – 26 listopada 2018 (slalom) – 3. miejsce
18. Wanlong Ski Resorts – 27 listopada 2018 (slalom) – 3. miejsce
19. Wanlong Ski Resorts – 28 listopada 2018 (slalom gigant) – 3. miejsce

### Mistrzostwa Polski
W tabeli przedstawiono wyłącznie pozycje medalowe. 
| Miejsce | Dzień       | Rok  | Miejscowość | Konkurencja     | Czas biegu | Strata | Zwycięzca               |
| ------- | ----------- | ---- | ----------- | --------------- | ---------- | ------ | ----------------------- |
| 2.      | 27 lutego   | 2015 | Szczyrk     | Slalom gigant   | 2:46,66    | +2,51  | Maryna Gąsienica-Daniel |
| 3.      | 28 lutego   | 2015 | Szczyrk     | Slalom          | 1:59,55    | +1,59  | Karolina Chrapek        |
| 1.      | 27 lutego   | 2018 | Szczyrk     | Slalom gigant   | 2:27,39    | —      | —                       |
| 2.      | 28 lutego   | 2018 | Szczyrk     | Slalom          | 1:48,41    | +1,36  | Magdalena Łuczak        |
| 2.      | 1 marca     | 2018 | Szczyrk     | Supergigant     | 1:18,59    | +0,25  | Daria Krajewska         |
| 1.      | 1 marca     | 2018 | Szczyrk     | Superkombinacja | 2:11,57    | —      | —                       |
| 2.      | 23 stycznia | 2019 | Szczawnica  | Slalom          | 1:59,83    | +5,52  | Sabina Majerczyk        |
| 2.      | 11 marca    | 2021 | Szczyrk     | Kombinacja      | 1:56,88    | +0,36  | Oliwa Wróbel            |
| 1.      | 11 marca    | 2021 | Szczyrk     | Supergigant     | 1:13,58    | —      | —                       |

## Życie prywatne
Katarzyna Wąsek jest starszą siostrą Pawła Wąska (ur. 1999), skoczka narciarskiego.